# كهشور أصغر بابايي (كوشك)
كهشور أصغر بابايي (بالفارسية: کهشور عسگر بابایی) هي منطقة سكنية تقع في إيران في قسم كوشك الريفي. يقدر عدد سكانها بـ 55 نسمة .